# Schweizer Meisterschaften im Telemark 2010
Die Schweizer Meisterschaften im Telemark 2010 fanden vom 23. bis 24. Januar 2010 in Gstaad statt. Die Rennen wurden auf der Horneggli Direttissima ausgetragen. Es fanden Wettbewerbe in zwei Altersgruppen statt sowie eine freie Gruppe für Jedermann (Fun). Austräger war der Schweizer Skiverband Swiss-Ski gemeinsam mit dem Verein Telemark Gstaad. Gstaad war nach 1995 und 2002 zum dritten Mal Ausrichter der Schweizer Meisterschaften.

## Streckendaten
| Startzeit 1. Lauf  | 10:30 Uhr           |
| Startzeit 2. Lauf  | 13:30 Uhr           |
| Seehöhe Start      | 1450 m              |
| Seehöhe Ziel       | 1253 m              |
| Höhendifferenz     | 197 m               |
| Kurssetzer 1. Lauf | Bruno & Thomas Sumi |
| Kurssetzer 2. Lauf | Michel Bonny        |
| Tore 1. Lauf       | 24                  |
| Tore 2. Lauf       | 24                  |
| Wetter             | schön               |
| Schnee             | hart                |
| Temperatur         | - 3 °C              |

## Ergebnis Frauen

### Elite
| Platz | Name                                             | Zeit 1.     | Zeit 2.     | Gesamt      |
| ----- | ------------------------------------------------ | ----------- | ----------- | ----------- |
| 01    | Sandrine Meyer (Satus Genéve)                    | 1:18,41 min | 1:16,01 min | 2:34,42 min |
| 02    | Mirjam Rubin Rickenbach (Wetterhorn Freeheelers) | 1:23,22 min | 1:18,10 min | 2:41,32 min |
| 03    | Amélie Reymond (Mouch’Paba)                      | 1:40,40 min | 1:13,66 min | 2:54,06 min |
| 04    | Marina Walcher (Österreich)                      | 1:34,81 min | 1:25,32 min | 3:00,13 min |
| 05    | Nicole de Weck (Telemarkclub Doublediamond Thun) | 1:43,47 min | 1:39,38 min | 3:22,85 min |

### Juniorinnen
| Platz | Name                                                | Zeit 1.     | Zeit 2.     | Gesamt      |
| ----- | --------------------------------------------------- | ----------- | ----------- | ----------- |
| 01    | Lydia Niederberger (SC Dallenwil)                   | 1:32,35 min | 1:33,09 min | 3:05,44 min |
| 02    | Morgane Borreguero (Telemark club Grimentz-St-Jean) | 1:38,60 min | 1:33,00 min | 3:11,60 min |
| 03    | Kathleen Bitz (Mouch’Paba)                          | 1:35,99 min | 1:35,71 min | 3:11,70 min |
| 0 4   | Amélie Cotter (Vétroz)                              | 1:38,10 min | 1:35,72 min | 3:13,82 min |
| 0 5   | Bernadette Moor (Strubelfreeheelers)                | 1:29,71 min | 1:51,14 min | 3:20,85 min |

## Ergebnis Männer

### Elite
| Platz | Name                                             | Zeit 1.     | Zeit 2.     | Gesamt      |
| ----- | ------------------------------------------------ | ----------- | ----------- | ----------- |
| 01    | Daniel Forrer (SC Schwarzsee)                    | 1:12,00 min | 1;09,23 min | 2:21,23 min |
| 02    | Bastien Dayer (Mouch’Paba)                       | 1:11,70 min | 1:10,92 min | 2:22,62 min |
| 03    | Martin Welten (Telemark Gstaad)                  | 1:16,36 min | 1:15,08 min | 2:31,44 min |
| 04    | Remo Rickenbach (Telemark Club Engelberg)        | 1:17,75 min | 1:17,23 min | 2:34,98 min |
| 05    | Christoph Brand (Telemark Gstaad)                | 1:20,23 min | 1:16,39 min | 2:36,62 min |
| 06    | Christof Müller (Wetterhorn Freeheelers)         | 1:23,90 min | 1:18,39 min | 2:42,29 min |
| 07    | Christoph Wenger (t3b)                           | 1:21,70 min | 1:20,68 min | 2:42,38 min |
| 08    | Sebastien Kampf (Telemark club Grimentz-St-Jean) | 1:24,01 min | 1:19,19 min | 2:43,20 min |
| 09    | Bruno Ryter (Telemark Gstaad)                    | 1:22,22 min | 1:21,11 min | 2:43,33 min |
| 10    | Martin Ludovic (Telemark club Grimentz-St-Jean)  | 1:22,12 min | 1:22,74 min | 2:44,86 min |

### Junioren
| Platz | Name                                 | Zeit 1.     | Zeit 2.     | Gesamt      |
| ----- | ------------------------------------ | ----------- | ----------- | ----------- |
| 01    | Denis Métrailler (Mouch’Paba)        | 1:21,48 min | 1;15,04 min | 2:36,52 min |
| 02    | Reto Niederberger (SC Dallenwil)     | 1:19,52 min | 1;18,66 min | 2:38,18 min |
| 03    | Nicolas Michel (Mouch’Paba)          | 1:27,97 min | 1;24,88 min | 2:52,85 min |
| 0 4   | Gaëtan Procureur (Ski Club Nyon)     | 1:31,18 min | 1;30,81 min | 3:01,99 min |
| 0 5   | Vincent Rey (Chouchen Crans-Montana) | 1:43,35 min | 1;37,22 min | 3:20,57 min |

## Ergebnis Fun

### Frauen
| Platz | Name                                            | Gesamt      |
| ----- | ----------------------------------------------- | ----------- |
| 01    | Martina Jossi (Wetterhorn Freeheelers)          | 1:32,93 min |
| 02    | Barbara Schild (Royal Interlaken Freeheel Club) | 1:33,03 min |
| 03    | Barbara Bieri (Telemark Obwalden)               | 1:37,98 min |
| 0 4   | Jaqueline Zbären (SC Kandersteg)                | 1:38,03 min |
| 0 5   | Nadine Forrer (SC Schwarzsee)                   | 1:38,60 min |
| 0 6   | Regula Hauswirth (Telemark Gstaad)              | 1:43,18 min |
| 0 7   | Priska Hauswirth (Telemark Obwalden)            | 1:45,58 min |
| 0 8   | Saskia Stock (Deutschland)                      | 1:45,58 min |
| 0 9   | Birgit Metzger (Telemark Club Engelberg)        | 1:48,86 min |
| 10    | Ramona Lauber (Wetterhorn Freeheelers)          | 1:50,85 min |

### Herren
| Platz | Name                                       | Gesamt      |
| ----- | ------------------------------------------ | ----------- |
| 01    | Ernst Muoser (SC St. Jost)                 | 1:21,35 min |
| 02    | Marius Mosimann (Telemark Gstaad)          | 1:24,67 min |
| 03    | Christoph Däpp (Telemark Gstaad)           | 1:25,75 min |
| 0 4   | Bruno Brand (Telemark Gstaad)              | 1:25,89 min |
| 0 5   | Markus von Bergen (Wetterhorn Freeheelers) | 1:27,49 min |
| 0 6   | Urs Willi (Wetterhorn Freeheelers)         | 1:27,65 min |
| 0 7   | Urs Hauswirth (Telemark Club Fribourg)     | 1:29,00 min |
| 0 8   | Bruno Küchler (Telemark Obwalden)          | 1:29,43 min |
| 0 9   | Matthias Künzi (SC Kandersteg)             | 1:30,09 min |
| 10    | Guido Würsten (Zweisimmen)                 | 1:30,51 min |